# Bert Sakmann
Bert Sakmann (sinh ngày 12 tháng 6 năm 1942) là một nhà sinh học tế bào người Đức, đã đoạt Giải Nobel Sinh lý và Y khoa chung với Erwin Neher năm 1991 cho công trình nghiên cứu của họ về "chức năng của các kênh ion đơn trong các tế bào" ("the function of single ion channels in cells") cùng việc phát minh ra kỹ thuật patch clamp. Bert Sakmann là giáo sư ở Đại học Heidelberg và là hội viên khoa học danh dự (emeritus) của Viện nghiên cứu Y học Max Planck (Max Planck Institute for Medical Research) ở Heidelberg, Đức. Từ năm 2008 ông đứng đầu một nhóm nghiên cứu danh dự (đã nghỉ hưu) ở Viện Sinh học thần kinh Max Planck (Max Planck Institute of Neurobiology).

## Cuộc đời và Sự nghiệp
Ông sinh ở Stuttgart, theo học trường Volksschule  ở Lindau, sau đó học trường trung học cấp II Wagenburg ở Stuttgart và tốt nghiệp năm 1961. Ông học y khoa từ năm 1967 trở đi ở Tübingen, Freiburg, Berlin, Paris và München. Sau khi tốt nghiệp bác sĩ ở Đại học Ludwig-Maximilians tại Müchen, năm 1968 ông làm bác sĩ phụ tá ở Đại học München, đồng thời cũng làm phụ tá khoa học (Wissenschaftlicher Assistant) ở Viện nghiên cứu bệnh tâm thần Max-Planck ở München (Max-Planck-Institut für Psychiatrie), thuộc phân khoa Sinh học thần kinh dưới quyền Otto Detlev Creutzfeldt. Năm 1971 ông tới làm việc ở Phân khoa Lý sinh thuộc University College London, dưới quyền Bernard Katz. Năm 1974, ông hoàn tất luận án tiến sĩ y khoa mang tên Elektrophysiologie der neuralen Helladaptation in der Katzenretina (Electrophysiology of Neural Light Adaption in the Cat Retina) ở Phân khoa Y học Đại học Göttingen.
Sau đó (tới năm 1974), Sakmann trở lại làm việc trong phòng thí nghiệm của Otto Creutzfeldt, lúc đó đã chuyển tới Viện Hóa Lý Sinh Max-Planck (Max Planck Institute for Biophysical Chemistry) ở Göttingen. Sakmann tham gia nhóm nghiên cứu Sinh học màng (membrane biology) năm 1979.
Năm 1986, ông được Đại học Columbia (Hoa Kỳ) trao giải Louisa Gross Horwitz chung với Erwin Neher.
Năm 1987, ông đoạt giải Gottfried Wilhelm Leibniz của Deutsche Forschungsgemeinschaft (Nhóm các nhà nghiên cứu Đức), là giải thưởng cao nhất về nghiên cứu của Đức.
Năm 1988, ông trở thành viện sĩ thông tấn của Viện Hàn lâm Khoa học München, giám đốc phân ban Sinh học tế bào của Viện nghiên cứu Y học Max-Planck ở Heidelberg. Năm 1990, ông giảng dạy ở phân khoa Y học của Đại học Heidelberg. Một năm sau, ông được bổ nhiệm làm giáo sư phân khoa Sinh học của đại học này.
Năm 1991, ông đoạt giải Nobel Sinh lý và Y khoa chung với Erwin Neher, người đã làm việc với ông ở Göttingen.
Ngày 2.6.2009, Dr. Peter Gruss, chủ tịch Hội Max Planck, loan báo là Sakmann sẽ làm giám đốc khoa học của "Viện Max Planck Florida" (Max Planck Florida Institute), một cơ sở nghiên cứu Y Sinh học của tổ chức này tại trường Florida Atlantic University ở Jupiter, Florida, Hoa Kỳ.
Sakmann là người sáng lập Quỹ "Bert-Sakmann-Stiftung".

## Các tác phẩm chính
- WJ Betz & B Sakmann (1971). “"Disjunction" of frog neuromuscular synapses by treatment with proteolytic enzymes”. Nature New Biol. 232: 94–95. doi:10.1038/232094a0.Quản lý CS1: nhiều tên: danh sách tác giả (liên kết)
- WJ Betz & B Sakmann (1973). “Effects of proteolytic enzymes on synaptic structure and function”. J. Physiol. 230: 673–688.Quản lý CS1: nhiều tên: danh sách tác giả (liên kết)

## Giải thưởng và Vinh dự
- Giải Louisa Gross Horwitz (1986)
- Giải Y học Louis-Jeantet (1988)
- Giải quốc tế Quỹ Gairdner (1989)
- Giải Nobel Sinh lý và Y khoa (1991)
- Viện sĩ Viện hàn lâm châu Âu